# Inambari (distrito)
Inambari é um distrito do Peru, departamento de Madre de Dios, localizada na província de Tambopata.

## Transporte
O distrito de Inambari é servido pela seguinte rodovia:
- PE-30C, que liga o distrito de Urcos (Região de Cusco) à Ponte Binacional Brasil-Peru (Fronteira Brasil-Peru) - e a rodovia federal brasileira BR-317 - no distrito de Iñapari (Região de Madre de Dios)
- PE-5S, que liga o distrito de Chanchamayo (Região de Junín) Fronteira Bolívia-Peru (em Puerto Maldonado) - no distrito de Tambopata (Região de Madre de Dios)
- MD-100, que liga o distrito à cidade de Fitzcarrald [1][2][3]